# ガンダムローズ
- 機動武闘伝Gガンダム > モビルファイター > ガンダムローズ

ガンダムローズは、テレビアニメ『機動武闘伝Gガンダム』に登場する架空の兵器。
第13回ガンダムファイトで、ジョルジュ・ド・サンドが搭乗するネオフランス代表モビルファイター (MF)。大会登録番号はGF13-009NF。
漫画『超級!機動武闘伝Gガンダム』に登場するMF、ガンダムヴェルサイユについても本項で記述する。

## 機体解説
フランスの騎士をイメージした頭部形状を持つ、ネオフランスのモビルファイター。剣術を得意とする機体である。スピードとセンサーが強化されており、素早く敵を発見し攻撃することが可能。
メカデザインの大河原邦男によれば、ナポレオンのイメージでデザイン。ローゼスビットは総監督の今川泰宏の提案によるもの。

## 主な武装
頭部バルカン砲
牽制用火器。使用回数は少なかったものの、シャイニングガンダムの脚部スラスターを破壊したり、レイン搭乗のシャイニングガンダムを援護した際にデスアーミーを撃破した。
シュバリエサーベル
ガンダムローズの主武装。ジョルジュ・ド・サンドの得意とするフェンシングの攻撃を行える実剣だが一部のシーンではビームサーベルのように光っていたり、書籍イラストでは電流が流れているような描写もある
ローゼスビット
薔薇の花弁をイメージしたビット兵器。左肩部全てを覆っているシールドから発射される。
格納形態と高速移動形態を兼ねるツボミ状の形態と、花が咲いたような展開形態を持つ。攻撃は後者の状態で行われ、操作は搭乗者の脳波による。

## 主な必殺技
ローゼススクリーマー
ローゼスビットを四方八方に展開させ、相手を電流に覆われた空間に閉じ込める必殺技。しかし一つのビットが破壊されるとそれらが誘爆して簡単に消滅してしまうという弱点もある。
ローゼスハリケーン
ジョルジュがギアナでの修行で会得した新必殺技。ローゼスビットを竜巻のように相手の周りで回転させ、エネルギーの渦を生み出し敵を完全包囲する大技。この濁流に一度飲み込まれると相手は身動きが取れなくなる。
だが、その濁流の中、技の特性を見抜いたゴッドガンダムの「ゴッドスラッシュタイフーン」によって破られた。
生身でも使用でき、その際は薔薇の花弁が彼の意思を表すかのように舞う。
ローゼスマグナムハリケーン
グランドガンダムに止めを刺した際のガンダムマックスターとの連携を再現した、『スーパーロボット大戦J』オリジナルの必殺技。合体攻撃ではあるが、ほとんどジョルジュが一人で攻撃を行っている。
シャッフルサーベル
コミックボンボンの漫画版で登場。シュバリエサーベルを突き出し、突進する捨て身の技。その際剣先にはジャック・イン・ダイヤの紋章が浮かぶ。
シャッフル同盟拳（シャッフルどうめいけん）
シャッフル同盟5人の力を合わせた合体技。グランドマスターガンダムを消滅させた。
漫画版での名称は「爆熱石破天驚拳シャッフルアタック」。
バトラーベンスンマム
『スーパーロボット大戦J』オリジナルの必殺技。レイモンドの駆るバトラーベンスンマムが登場し、ガンダムローズと共に敵機を攻撃する。バトラーベンスンマムが転倒してレイモンドが詫びを入れるなど、コミカルな演出がある。

## 劇中の活躍
第4話から登場。ローゼスビットによってドモンをしばし圧倒していたが、シャイニングフィンガーに破られ、そのビットの爆発で倒れかけていたエッフェル塔がマリアルイゼに向かって倒壊してきたのに気づき、彼女を守るために身を挺（てい）して塔を支えた。その結果、勝負は引き分けとなる。
一時は新宿でDG細胞に感染したジョルジュ共々デビルガンダム配下となってしまうが、旧シャッフル同盟によって救い出される。DG細胞に感染した後遺症から、「マルセイユの悲劇」のトラウマに苦しめるられるようになり、本来の優雅さとはかけ離れた戦いばかりをしていたが、マルセイユの悲劇の元凶であるミラボーとの戦いを通じてトラウマを克服した。
ギアナ高地での修行の後、決勝リーグでゴッドガンダムを相手に新必殺技「ローゼス・ハリケーン」で挑むが、ゴッドスラッシュ・タイフーンにより破られ敗北した。ランタオ島でのバトルロイヤルでは、グランドガンダムにチボデーのガンダムマックスターと共に挑み、これを共同で撃破している。巨体のグランドガンダムを持ち上げる一面を見せ、デビルガンダム災害の沈静化にも大きな貢献を果たした。
決勝リーグ中には、ジェスターガンダムのものまね戦法によってローゼス・ビットならぬ「バルーン・ビット」を使われ、敗北を喫したことがある。

## ガンダムヴェルサイユ
漫画『超級!機動武闘伝Gガンダム』に登場。型式番号はGF13-009NFII。ネオフランスが第13回ガンダムファイト決勝大会用に新たに用意したMF。ガンダムローズ同様頭部は二角帽子を模しているが、同機とは異なり帽子を前後に向けたデザインとなっている。
個々がビームサーベルとなる薔薇型ビット「ローゼスサーベルビット」を装備しており、包囲攻撃で敵を切り刻むことが可能となっている。また、このビットを利用した分身の術や、ビット全群のビームを縒り集めて巨大なビームランスを形成するなどの特殊攻撃も可能。
アニメ版でガンダムローズが敗北したジェスターガンダム戦では、ローゼスサーベルビットで勝利し、新型機の性能を証明する結果になった（ジョルジュ曰く「昨日の私のマネでは今日の私には勝てないのです」）。